# Тан Хоу Лян
Тан Хоу Лян (кит. трад. 陳浩亮, упр. 陈浩亮, пиньинь Chén Hàoliàng, палл. Чэнь Хаолян, чаошаньск. Tan Howe Liang; 5 мая 1933, Шаньтоу — 3 декабря 2024) — сингапурский тяжелоатлет, первый в истории страны призёр Олимпийских игр.

## Биография
Родился в Китае в многодетной семье, вместе с которой в 1937 году переехал в Сингапур. В 1953 году стал чемпионом страны как среди юниоров. так и среди взрослых. Дебютировав на Олимпиаде в Мельбурне, занял 9-е место в лёгком весе. Международные успехи пришли к спортсмену в 1958 году, когда он с мировым рекордом в толчке выиграл Игры Содружества в Кардиффе, а также одержал победу на Азиатских играх в Токио. В том же году он ещё дважды улучшал мировой рекорд в толчке. В следующем году Тан Хоу Лян стал сильнейшим на Играх стран ЮВА в Бангкоке.
Выступая на Олимпиаде в Риме в 1960 году, занял второе место в категории до 67,5 кг, став первым и на протяжении почти 50 лет (до Олимпиады в Пекине) единственным призёром Олимпийских игр в истории сингапурского спорта. В 1962 году вновь стал чемпионом Игр Содружества в Перте в категории до 75 кг. На следующей Олимпиаде в Токио занял 11-е место, выступая в составе сборной Малайзии.
После завершения спортивной карьеры занимался ресторанным бизнесом, работал шофёром такси, тренером (среди учеников — Тэо Юн Чжу, Чуа Кун Шуан, Джейми Ви).
В 1984 году первым среди тяжелоатлетов мира был удостоен Золотого приза Международной федерации тяжёлой атлетики. В 1996 году Монетным двором Сингапура был выпущен медальон с изображением атлета, посвящённый Олимпиаде в Атланте. В 1999 году был номинирован на звание «Величайшего атлета Сингапура», но уступил его бадминтонисту Хуан Бинсюаню (Вонг Пенгсуню).
Скончался 3 декабря 2024 года в возрасте 91 года.

## Результаты выступлений
| Год  | Соревнование                                | Место проведения | Весовая категория | Жим      | Рывок   | Толчок    | Сумма троеборья | Место |
| 1956 | Олимпийские игры                            | Мельбурн         | до 67,5 кг        | 107,5 кг | 100 кг  | 142,5 кг  | 350 кг          | 9     |
| 1958 | Игры Британской империи и Содружества наций | Кардифф          | до 67,5 кг        | ? кг     | ? кг    | 157 кг WR | 357,5 кг        | 1     |
| 1958 | Азиатские игры                              | Токио            | до 67,5 кг        | ? кг     | ? кг    | ? кг      | 375 кг          | 1     |
| 1959 | Игры полуострова Юго-Восточной Азии         | Бангкок          | до 67,5 кг        | ? кг     | ? кг    | ? кг      | 370 кг          | 1     |
| 1960 | Олимпийские игры                            | Рим              | до 67,5 кг        | 115 кг   | 110 кг  | 155 кг    | 380 кг          | 2     |
| 1961 | Игры полуострова Юго-Восточной Азии         | Рангун           | до 67,5 кг        | 105,5 кг | 92,5 кг | 137 кг    | 335 кг          | 2     |
| 1962 | Игры Британской империи и Содружества наций | Перт             | до 75 кг          | ? кг     | ? кг    | ? кг      | 390 кг          | 1     |
| 1964 | Олимпийские игры                            | Токио            | до 75 кг          | 130 кг   | 115 кг  | 155 кг    | 400 кг          | 10    |
| 1966 | Игры Британской империи и Содружества наций | Эдинбург         | до 75 кг          | —        | —       | —         | —               | DNF   |
| 1970 | Игры Британского содружества наций          | Эдинбург         | до 75 кг          | ? кг     | ? кг    | ? кг      | 345 кг          | 10    |